# WSG Tirol
Wattener Sportgemeinschaft Tirol (obecně známý jako Tirol) je rakouský fotbalový klub sídlící ve Wattens. Soutěží v Bundeslize, nejvyšší úrovni rakouského fotbalu, a své domácí zápasy hraje na Tivoli Stadionu Tirol.